# Taeniophyllum apiculatum
Taeniophyllum apiculatum är en orkidéart som beskrevs av Johannes Jacobus Smith. Taeniophyllum apiculatum ingår i släktet Taeniophyllum och familjen orkidéer. Inga underarter finns listade i Catalogue of Life.